# Władysław Turowski (pilot)
Władysław Turowski (ur. 10 listopada 1894 w Chełmnie, zm. po 1932) – porucznik pilot Wojska Polskiego, kawaler Orderu Virtuti Militari.

## Życiorys
Urodził się 10 listopada 1894 w Chełmnie, w rodzinie Pawła i Zofii z Sobańskich. Maturę zdał w Kijowie, następnie rozpoczął studia w Wyższej Szkole Technicznej Dróg i Komunikacji w Petersburgu. W latach 1915–1916 uczęszczał do Szkoły Lotniczej w Moskwie, następnie kontynuował naukę we Francji w szkołach w Avord oraz Pau.
W 1918 r. zgłosił się ochotniczo do formacji lotniczych powstających przy Armii Hallera. Kontynuował naukę w Pau, po jej ukończeniu otrzymał przydział do 582 eskadry Salmsonów. W maju 1919 roku przybył z eskadrą do Polski. Po zmianie przydziału na 162. eskadrę SPAD-ów trafił na front litewsko-białoruski, w rejon Borysowa. 
Brał udział w walkach powietrznych, zwalczaniu balonów obserwacyjnych wroga oraz atakowaniu celów naziemnych. Zniszczył jeden balon obserwacyjny w rejonie Prijamino. 27 maja 1920 r. w czasie walki powietrznej jego samolot został uszkodzony, podczas przymusowego lądowania w przygodnym terenie został ranny.  W czasie walk Władysław Turowski wykonał łączne 32 loty bojowe.
Po zakończeniu działań wojennych otrzymał w kwietniu 1921 przydział do toruńskiej Oficerskiej Szkoły Obserwatorów Lotniczych na stanowisko instruktora. Pracował tam do września 1922 kiedy to otrzymał przydział do 7 eskadry myśliwskiej w 1 pułku lotniczym. Od kwietnia 1923 pracował w komisji odbiorczej Centralnych Zakładów Lotniczych. W kwietniu 1923 został przeniesiony do rezerwy i jako oficer rezerwy zatrzymany w służbie czynnej. 8 stycznia 1924 został zatwierdzony w stopniu porucznika ze starszeństwem z 1 czerwca 1921 i 2. lokatą w korpusie oficerów rezerwy lotnictwa. Z dniem 30 kwietnia 1924 został zwolniony z czynnej służby. Mieszkał w Orszymowie, a następnie w Mątwach. W aktach znajduje się adnotacja „do Sądu Honorowego dn. 30.4.37”. 
Dalsze jego losy nie są znane.

## Ordery i odznaczenia
- Krzyż Srebrny Orderu Wojskowego Virtuti Militari nr 3210 – 8 kwietnia 1921[8][9]
- Krzyż Walecznych
- Medal Niepodległości – 17 września 1932 „za pracę w dziele odzyskania niepodległości”[10][1]
- Polowa Odznaka Pilota